# ناصر خضر العنزي
ناصر خضر العنزي هو لاعب كرة قدم كويتي يشغل مركز الظهير الأيسر، ويمثّل نادي النصر في الدوري الكويتي الممتاز.

## المسيرة الرياضية
برز ناصر مع نادي النصر في الدوري الكويتي الممتاز، حيث قدّم أداء دفاعيًا متميزًا أهّله للانضمام لقائمة المنتخب الكويتي الأول.

## المشاركات الدولية
شارك ناصر ضمن قائمة المنتخب الكويتي في تصفيات آسيا لكأس العالم 2026، وذلك ضمن المجموعة التي ضمت منتخبات قوية على المستوى الإقليمي.